# アゴスティーノ・ディ・バルトロメイ
アゴスティーノ・ディ・バルトロメイ（Agostino Di Bartolomei，1955年4月8日 - 1994年5月30日）は、イタリア・ローマ出身の元サッカー選手。ポジションはミッドフィールダー、ディフェンダー。ボールスキルに優れたプレイメーカーで、ASローマで最も偉大な選手の一人で、イタリア代表でプレーすることが無かったものの最高の選手の一人とされている。

## 経歴
ローマの郊外で生まれたバルトロメイは、ガルバテッラでサッカーを始め、14歳の時にASローマのユースチームに加入した。その後、すぐにトップチームでプレーすることを求められ、1972-73シーズンにセリエAデビューを果たした。
1975年、「骨を鍛え上げる(build up his bones)」としてセリエBのヴィチェンツァ・カルチョにレンタル移籍した。(ブルーノ・コンティも同じ理由でジェノアCFCにレンタル移籍した。)1976年にローマに戻ると、ローマに不可欠な選手となった。
ニルス・リードホルムが監督に復帰すると、無敗のチームのキャプテンとして、タイトルの獲得に貢献し、サポーターのお気に入りの選手となった。バルトロメイがプレイする時、サポーターが「Ohhhhhhhhhhhhhhh, Agostino, Ago, Ago, Ago, Agostino gol!!!”」と歌っているのがよく聞かれた。
バルトロメイはゴールを挙げる高い能力を持っていたが、当時のローマにはバルトロメイとファルカンの2人のプレイメーカーがいたため、リードホルム監督は、バルトロメイをディフェンダーの前のポジションに置き、ファルカンにより攻撃的な役割を担わせた。バルトロメイは、ローマ在籍中に、コッパ・イタリアを3度優勝し、1982-83シーズンには記憶に残るスクデット獲得を成し遂げた。1983-84シーズンはUEFAチャンピオンズカップで決勝に進出したが、リヴァプールにPK戦の末に敗れた。
ローマを退団し、2度のセリエB降格を経験し再建の過程にあったACミランに加入した。3シーズン在籍した後に、ACミランを去り、ACチェゼーナ、USサレルニターナ1919でプレーした後、1990年に現役引退した。

## 引退後
うつ病に苦しみ、リヴァプールに敗れた1984年5月30日から10年後の1994年5月30日にカステッラバーテの別荘で自殺した。
2012年に、ASローマ殿堂の11名に選ばれた。

## タイトル

### クラブ
ASローマ
- セリエA：1回 (1982-83)
- コッパ・イタリア：3回 (1979-80,1980-81,1983-84)

### 個人
- ASローマ殿堂[3]